# Kevin James
Kevin George Knipfing (Mineola, Nova York, 26 d'abril de 1965) és un actor còmic estatunidenc.

## Biografia
James que va néixer com Kevin George Knipfing a Mineola, Nova York, fill de Janet, un mestressa de casa, que també va treballar en l'oficina d'un quiropràctic, i de Joseph Valentine Knipfing, que era amo d'una companyia asseguradora.
Ell va ser educat en la secció "S" de Stony Brook, Nova York i es va graduar de la preparatòria, "Ward Melville High School" el 1983, on un dels seus companys de l'equip de lluita era el (lluitador professional) Mick Foley.,

### Carrera televisiva
James va començar fent stand-up comedy, guanyant popularitat a través de nombroses aparicions en diversos Programa d'entrevistes, incloent, Late show with David Letterman, Late Night with Conan O'Brien, Dennis Miller Live, The Late Late Show, The Rosie O'Donnell Show, The Ellen Degeneris Show and Live with Regis and Kelly. James es va situar en el número 89 en la llista dels 100 més grans comediants en Comedy Central. James també ha realitzat la seva rutina del stand-up comedy a Just for Laughs (Solament pels riures), un festival anual de comèdia a Mont-real.
El 2001, James va realitzar el seu propi especial de Comèdia verbal anomenat "Kevin James: Sweat the Small Stuff" per Comedy Central. Com un amic proper del també actor i còmic, Ray Romano, James ha estat un convidat especial en alguns episodis del programa de televisió de Ray, Everybody Loves Raymond. I van ser aquestes aparicions el que el van portar al desenvolupament del seu propi sitcom, The King of Queens que es va estrenar el 21 de setembre de 1998 i va finalitzar el 14 de maig del 2007. James participava en aquest programa com el personatge principal, Doug Heffernan. L'acompanyaven Leah Remini que participava com la seva esposa Carrie mentre que Jerry Stiller estava en l'elenc com el semi-psicótic pare de Carrie, Arthur Spooner, que vivia en el soterrani dels Heffernans. El 2006, Kevin James va rebre la seva primera nominació al premi Emmy, com a Millor Actor Principal en una sèrie de televisió.

### Carrera al cinema

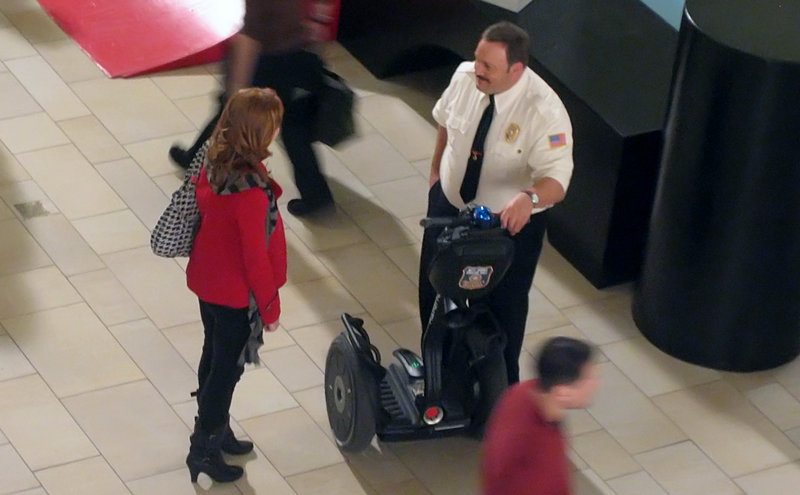
James en els decorats Burlington Mall, a Burlington, Massachusetts.

James va fer el seu debut al cinema en la comèdia romàntica del 2005 Hitch, especialista a lligar, al costat de Will Smith i Eva Mendes. La pel·lícula va recaptar més de 179 milions tan sols als Estats Units. El 2006, James va realitzar amb el seu vell amic Ray Romano la comèdia Grilled que va ser enviada directament a vídeo, d'igual manera va posar la seva veu al personatge de La vaca Otis, en la pel·lícula de Nickelodeon, La Granja, així com per al "Oficial Landers" en la pel·lícula d' animació computarizada Monster House.
El 2007, va actuar al costat d'Adam Sandler en la pel·lícula de comèdia I Now Pronounce You Chuck and Larry i va fer un cameo en la pel·lícula de Sandler del 2008 You Don't Mess with the Zohan. El març de 2008, va ser captat a Burlington, Massachusetts filmant pel·lícula Mall Cop, la qual va ser estrenada el 26 de gener del 2009 i en la qual comparteix crèdits amb l'actriu Jayma Mays al costat d'Adam Sandler festejant el 4 de juliol. Ha realitzat una altra aparició com a protagonista en la pel·lícula Quin Dilema! El 8 de juliol de 2011 va actuar en Zookeeper.
El 2012 protagonitza la pel·lícula Here Eats the Boom on actua com un mestre que ha de veure's obligat a entrar a les baralles MMA per ajudar els fons per a un programa musical a la seva escola, ajudat per un mestre de música i un ex-lluitador il·legal holandes.

### Vida personal
James es va casar amb la modelo Steffiana de la Cruz el 19 de juny del 2004, després de conèixer-se en una "cita a cegues". Tenen quatre fills, Sienna-Marie, nascuda el 30 de setembre del 2005, Shea Joelle nascuda el 14 de juny del 2007, Kannon Valentine, nascut el 24 d'abril del 2011 i Sistine Sabella nascuda el 19 de març del 2015. De la Cruz també ha realitzat cameos en múltiples episodis de The King of Queens.
Una dada curiosa és que va posar al seu fill Shea Joelle, en honor del nou estadi dels seus New York Mets de Nova York, per la qual cosa, Kevin James va prometre a la seva esposa Steffiana de la Cruz que la deixaria posar el nom al seu següent fill. La seva elecció, no obstant això, podria inclinar-se més cap a l'entreteniment que cap als esports, segons va revelar a The Late Show with David Letterman.
James és un fanàtic de les Arts Marcials Mixtes, per la qual cosa segeueix els esdeveniments de la UFC regularment. També manté una bona amistat amb Bas Rutten.
El 20 de juliol del 2007, James va presentar al seu fill Shea al programa d'entrevistes matinal Live! With Regis and Kelly amb preocupació sobre la forma en què el públic reaccionaria.
Considera l'espiritualitat com un aspecte important en la seva vida, tractant d'inculcar-li la seva fe catòlica als seus fills, sobre aquest tema diu: "Vaig néixer i vaig créixer catòlic, sempre he estimat la meva fe i aprenc cada dia més sobre ella contínuament. És alguna cosa que va amb tu en cada cosa que facis o en cada part de la teva vida que assumeixis[...]". També declara: "Tots els béns ens venen de Déu i per això vull lloar-li, aprendre més i transmetre-li-ho als meus fills, als meus amics i a tots els que m'envolten" i agrega que els catòlics estan sempre cridats a la evangelització des de les seves ocupacions diàries, "és el que intento fer", va esgrimir. A part, en diverses ocasions s'ha mostrat en contra de l'evolucionisme, defensant la seva fe cristiana.

## Filmografia
| Any       | Títol                               | Paper                  | Notes                                                                                        |
| --------- | ----------------------------------- | ---------------------- | -------------------------------------------------------------------------------------------- |
| 1994      | MTV SandBlast                       | El mateix - Anunciador | 2 temporades de 1994 a 1996                                                                  |
| 1996      | Everybody Loves Raymond             | Kevin                  | 6 episodis, 1996–98                                                                          |
| 1998–99   | Everybody Loves Raymond             | Doug Heffernan         | Convidat                                                                                     |
| 1998–2007 | King of Queens                      | Doug Heffernan         | Lead Role Nominat - Primetime Emmy Award                                                     |
| 1999      | Becker                              | Doug Heffernan         |                                                                                              |
| 1999      | Martial Law                         | Dallas Hampton         |                                                                                              |
| 2001      | Arli$$                              | Kevin                  |                                                                                              |
| 2002      | Pinotxo (Pinocchio)                 | Mangiafuoco            | Veu                                                                                          |
| 2004      | 50 First Datis                      | Bomber                 | Cameo                                                                                        |
| 2005      | Hitch, especialista a lligar        | Albert Brennaman       | Nominat - Premi Teen Choice per la millor Escena de Ball Compartit amb Will Smith            |
| 2006      | Monster House                       | Oficial Landers        | Veu                                                                                          |
| 2006      | Grilled                             | Dave                   |                                                                                              |
| 2006      | Barnyard                            | Otis                   | Veu                                                                                          |
| 2006      | The Emperor's New School            | L'emperador real       | Show de Televisió- Veu                                                                       |
| 2007      | I Now Pronounce You Chuck and Larry | Larry Valentine        | Nominat - premi Razzie pel pitjor actor secundari. Compartit amb Adam Sandler i Jessica Biel |
| 2007      | Elmo's Christmas Countdown          | Santa Claus            |                                                                                              |
| 2008      | You Don't Mess With The Zohan       | Ell mateix             |                                                                                              |
| 2009      | Paul Blart: Mall Cop                | Paul Blart             | paper principal, Productor i Escriptor                                                       |
| 2010      | 2010 Kids' Choice Awards            | Ell mateix             | Estrella Convidada                                                                           |
| 2010      | Grown Ups                           | Eric Lamonsoff         |                                                                                              |
| 2011      | 2011 Kids' Choice Awards            | Ell mateix             | Nominat                                                                                      |
| 2011      | The Dilemma                         | Nick                   | Coprotagonista                                                                               |
| 2011      | Zookeeper                           | Griffin Keyes          | paper principal, Productor i Escriptor                                                       |
| 2012      | Here Comes the Boom                 | Scott Voss             | Escriptor                                                                                    |
| 2012      | Hotel Transsilvània                 | Frank                  | Veu                                                                                          |
| 2013      | Nens grans 2                        | Eric Lamonsoff         | paper principal                                                                              |
| 2015      | Hotel Transylvania 2                | Frank                  | Veu                                                                                          |
| 2015      | Little Boy                          | Dr. Fox                |                                                                                              |
| 2015      | El superpoli a Las Vegas            | Paul Blart             |                                                                                              |
| 2015      | Pixels                              | William Cooper         | President dels Estats Units                                                                  |
| 2016      | La història real d'un fals assassí  | Sam Larson             | paper principal                                                                              |

## Premis i nominacions[calcitació]

### Nominacions
- 2006. Emmy al millor actor en sèrie còmica per The King of Queens